# Eero Heinäluoma
Eero Olavi Heinäluoma (Kokkola, 4 de julio de 1955) es un político socialdemócrata de Finlandia, que desde 2011 hasta 2015 fue presidente del parlamento de Finlandia. Heinäluoma ha sido miembro del parlamento de dicho país desde 2003 y presidente de su partido entre 2005 y 2008.
Por otro lado, de 2005 a 2007 fue Ministro de Hacienda, mientras que desde el 23 de septiembre de 2005 y el 19 de abril de 2007 fue Vice primer ministro de Finlandia.